# Lateefah Simon
Lateefah Aaliyah Simon (San Francisco, 29 gennaio 1977) è una politica statunitense, membro della Camera dei Rappresentanti per lo stato della California dal 2025.

## Biografia

### Formazione e vita professionale

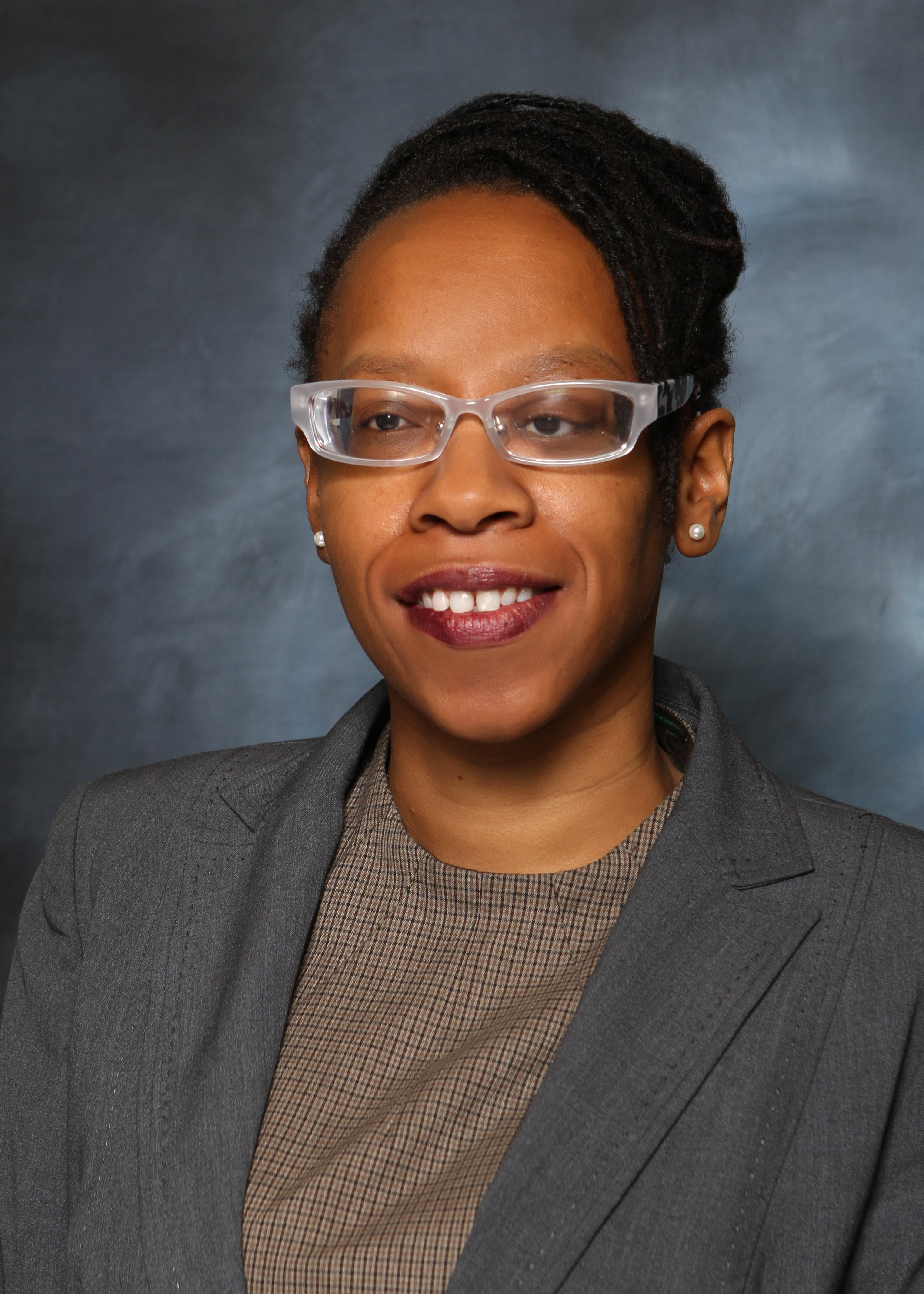
Lateefah Simon nel 2016

Originaria di San Francisco, Lateefah Simon nacque legalmente cieca, ma la sua disabilità non le impedì di studiare. Conseguì un Bachelor of Arts presso il Mills College at Northeastern University, per poi ottenere un Master in Public Administration all'Università di San Francisco. Nel 2022 fu Social Entrepreneurs-in-Residence Fellow all'Università di Stanford.
Dall'età di diciannove anni, fu leader del Center for Young Women's Development; il lavoro le valse un MacArthur Fellowship nel 2003, con la motivazione "Aver diretto un programma distintivo per assistere le ragazze in difficoltà nella loro transizione dalla delinquenza e dalla povertà a un'età adulta sana."; divenne la donna più giovane a ricevere il premio. Negli anni, continuò ad occuparsi di diritti civili e fu presidente della Akonadi Foundation, un'organizzazione per la giustizia razziale a Oakland.
Presiedette inoltre MeadowFund, un fondo d'investimento per l'equità sociale creato da Patricia Quillin, moglie del co-fondatore di Netflix Reed Hastings.
Durante il mandato di Kamala Harris come procuratore distrettuale di San Francisco, Lateefah Simon si occupò del programma "Back on Track", che puntava al recupero dei giovani spacciatori aiutandoli a conseguire un titolo di studio o accedere a corsi di formazione professionale per allontanarsi dalla delinquenza.
Nel 2016, l'allora governatore della California Jerry Brown la nominò all'interno del consiglio di amministrazione dell'Università statale della California, carica che mantenne per i successivi otto anni.
Sempre nel 2016, Lateefah Simon fu eletta nel consiglio di amministrazione del Bay Area Rapid Transit District, un sistema che si occupava di governare il Bay Area Rapid Transit in alcune contee della California. Affermò di concorrere per l'incarico non per lo stipendio da 17.000 dollari annuali ma per la sua affezione alla causa, in quanto persona totalmente dipendente dal trasporto pubblico, poiché impossibilitata a guidare per via dei suoi problemi di vista. Nel 2019 venne eletta presidente del consiglio di amministrazione.
Nel 2020 fu co-presidente della task force per la riforma della polizia voluta dal governatore Gavin Newsom

### Carriera politica

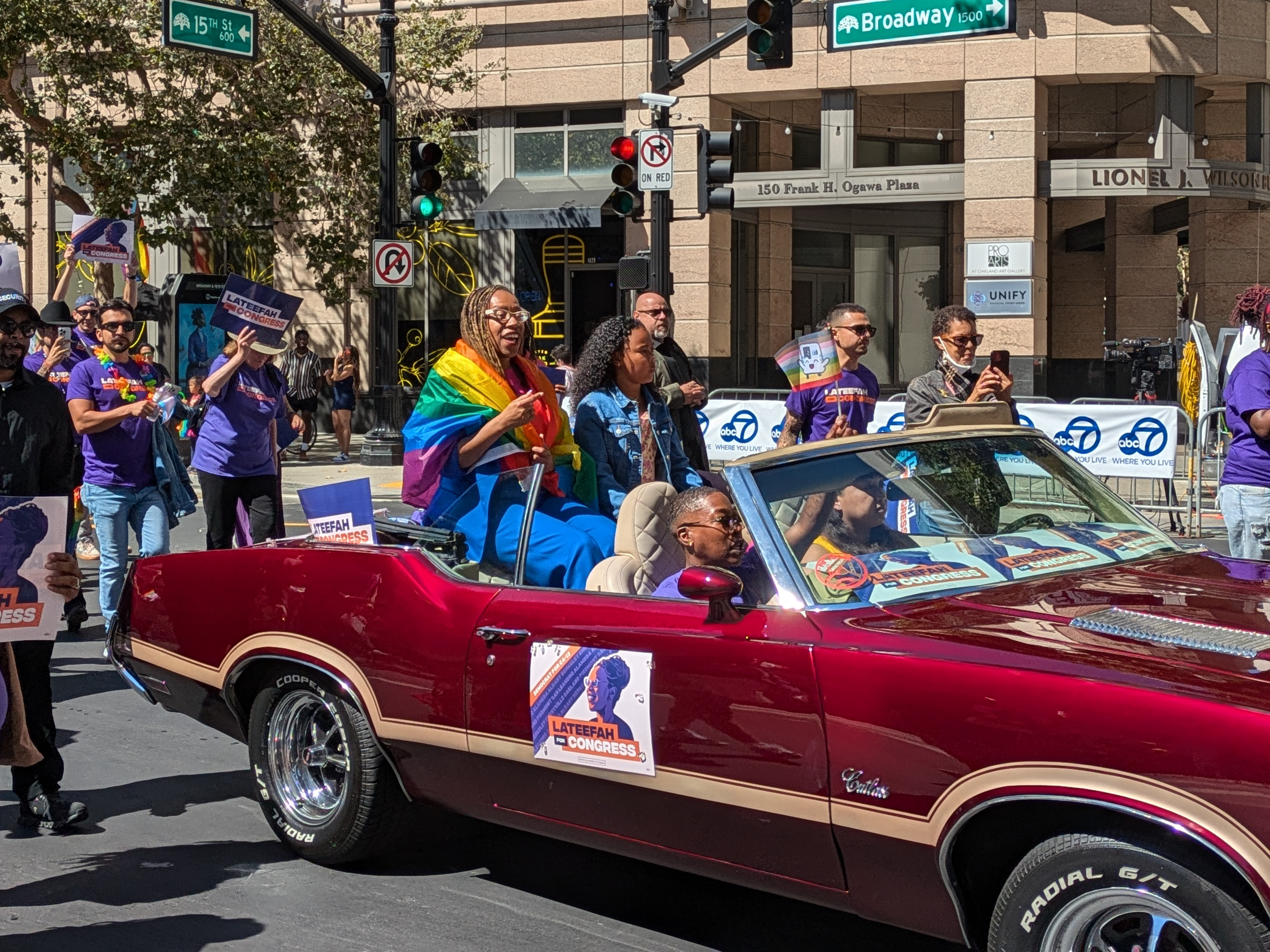
Lateefah Simon al Pride di Oakland nel 2024

Nel 2023, Lateefah Simon annunciò la propria candidatura con il Partito Democratico per la Camera dei Rappresentanti nelle elezioni parlamentari dell'anno successivo. Ottenne l'appoggio pubblico della deputata uscente Barbara Lee, che era stata la sua mentore, nonché del governatore Newsom. Si piazzò prima nelle elezioni primarie, accedendo al ballottaggio con la compagna di partito Jennifer Tran.
Durante la campagna elettorale, Jennifer Tran si pose come la candidata anti-establishment e criticò l'avversaria per aver rifiutato i dibattiti pubblici con lei. Lateefah Simon raccolse finanziamenti per oltre due milioni di dollari, mentre la contendente non superò quota 300.000 dollari.
Al termine della sfida, Lateefah Simon venne eletta al Congresso superando il 65% delle preferenze.
Una volta eletta, promise di occuparsi di trasporti e sicurezza come aveva fatto nella sua carriera professionale prima di divenire deputata, ma affermò che si sarebbe concentrata anche a contrastare le politiche estremiste dell'amministrazione di Donald Trump e invocò un cessate il fuoco immediato su Gaza. Sostenne di ispirarsi a Shirley Chisholm e Ron Dellums, fondatori del Congressional Black Caucus. Dichiarò inoltre di voler ampliare l'accesso ai servizi per i disabili e all'assistenza sanitaria, nonché di favorire politiche ambientaliste.

### Vita privata
A diciotto anni restò incinta e crebbe sua figlia come madre single. Sposò nel 2012 il compagno di lunga data, il giornalista Kevin Weston, che le era stato presentato da Kamala Harris e con cui aveva avuto una seconda figlia. Poco prima delle nozze, a Weston fu diagnosticata una forma aggressiva di leucemia, che lo portò alla morte a giugno del 2014, all'età di quarantacinque anni.
Lateefah Simon si identifica come islamica.